# Acranthera aurantiaca
Acranthera aurantiaca är en måreväxtart som beskrevs av Theodoric Valeton och Cornelis Eliza Bertus Bremekamp. Acranthera aurantiaca ingår i släktet Acranthera och familjen måreväxter. Inga underarter finns listade i Catalogue of Life.